# Dschubar

Stadtbezirke von Damaskus: Im Nordosten ist Dschubar (Jobar).

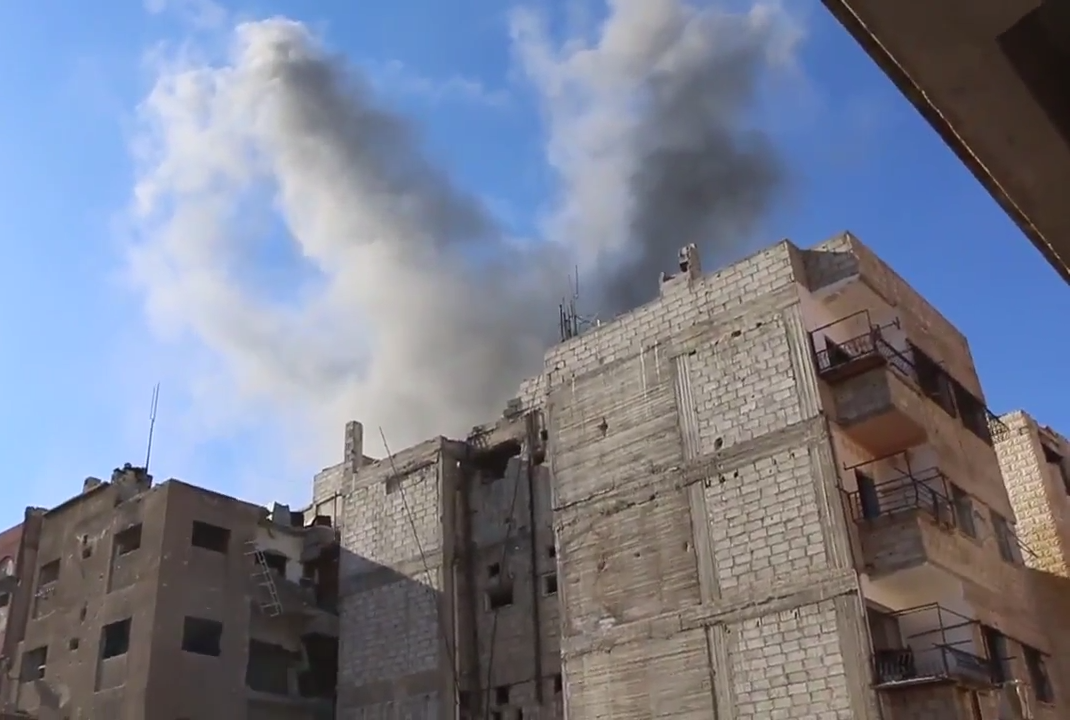
Kriegsszene aus Dschubar während der Qabun-Offensive, Februar/März 2017

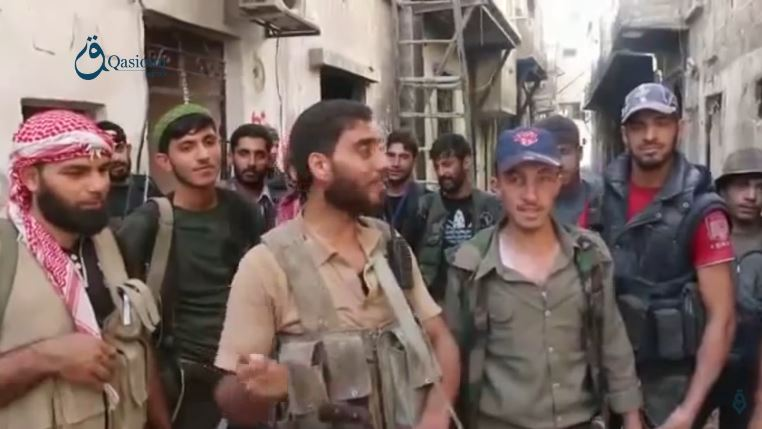
Kämpfer der ar-Rahman-Legion in Dschubar, 2015

Dschubar oder Dschobar (arabisch جوبر Jawbar, hebräisch ג'ובר Jober, alternative Transkriptionen Dshobar oder Joubar) ist ein Stadtbezirk der syrischen Hauptstadt Damaskus, der zur Region Ghuta gehört. Vor der Urbanisierung war der Ort ein jüdisches Dorf 2 km nordöstlich der Stadtmauer, und bis 2014 stand hier die sehr alte Dschobar-Synagoge. Im Bürgerkrieg in Syrien seit 2011 war der Stadtteil bis zur Übergabe an Regierungstruppen 2018 Hochburg der islamistischen ar-Rahman-Legion. Erhebliche Teile des Viertels wurden im Bürgerkrieg zerstört.

## Geschichte
Dschubar (ג'ובר) wird im Talmud als eines von zehn jüdischen Dörfern in der Umgebung von Damaskus erwähnt. Laut Berachot des Talmud betete hier im 4. Jahrhundert Rab Papa. Im Mittelalter galt Dschubar als wichtigste und langlebigste jüdische Gemeinde außerhalb der Stadtmauern von Damaskus. Laut dem Bericht eines jüdischen Reisenden lebten 1522, kurz nach der Vertreibung der Juden aus Spanien, 60 jüdische Familien in Dschubar, die eine „sehr schöne Synagoge“ hatten. Während Ibn Tulun (gestorben 1546) von Muslimen im mehrheitlich jüdischen Dorf Dschubar spricht, war laut dem Ritter d'Arvieux das Dorf 1735 rein jüdisch.
1839 wird das Dorf als in einer „schönen Umgebung an einem grünen, fruchtbaren Ort“ beschrieben, der einen „Teil des Gartens des Umlands von Damaskus“ bildet. Die etwa 1000 Einwohner und ihre Führung seien ausschließlich Juden. 1840 wurde nach dem Verschwinden eines Kapuzinerpaters und seines muslimischen Gehilfen in Damaskus das Gerücht eines jüdischen Ritualmordes verbreitet, worauf hin ein Mob über das Jüdische Viertel von Damaskus und über das Dorf Dschubar herfiel und die Synagogen verwüstete. Die Ereignisse wurden als Damaskusaffäre bekannt.
Während das Dorf noch 1839 als rein jüdisch beschrieben wurde, sollen 1847, nur sieben Jahre nach der Damaskusaffäre, 3000 bis 4000 Muslime im Ort gelebt haben, an Juden jedoch nur eine Familie, die sich um die Synagoge kümmerte. 1869 hatte ein Besucher den Eindruck, als hätte es – trotz der Existenz der alten Synagoge – nie eine nennenswerte jüdische Präsenz in Dschubar gegeben, räumte allerdings ein, dass wohlhabende Juden hierher zur Sommerfrische kamen. Auch Richard F. Burton beschreibt Dschubar 1893 als „muslimisches Dorf mit einer Synagoge, die Elija gewidmet ist und den Juden von Damaskus als Pilgerstätte dient“.
Nach der Gründung des Staates Israel am 14. Mai 1948 wurden im Zuge der Vertreibung der Juden aus arabischen und islamischen Ländern die Restriktionen für Juden in Syrien verschärft. So durften Juden keine Immobilien verkaufen; wenn sie aber das Land verließen, so wurde ihr Eigentum eingezogen. In der Ortschaft wurden palästinensische Flüchtlinge angesiedelt, und das Gebäude der antiken Synagoge wurde in eine Schule für Flüchtlinge umgewandelt. 2008 lebten in Dschubar etwa 300.000 Menschen – großenteils Muslime und zu einem kleinen Teil Christen, jedoch keine Juden mehr. Die größte Moschee war die al-Asmai-Moschee.
2011 kündigte Staatspräsident Baschar al-Assad an, die Synagoge von Dschubar zu renovieren. Assad konnte sein Versprechen jedoch nicht verwirklichen: Dschubar fiel bereits zu Beginn des Bürgerkrieges ab 2011 in die Hände der Rebellen, und der Stadtbezirk wurde eine Hochburg der ar-Rahman-Legion. Hier im östlichen Ghuta bekämpften die islamistischen Terrororganisationen teilweise auch einander. Bei Kämpfen gegen Dschaisch al-Islam fiel am 2. Mai 2017 Abu Najib, ein Anführer der ar-Rahman-Legion. Vom 14. bis zum 18. Juni 2017 wurde das Viertel massiv von der syrischen Luftwaffe bombardiert. Große Teile der Bausubstanz wurden zerstört, und viele Menschen kamen ums Leben. Am 20. Juni 2017 folgte ein Angriff am Boden, der jedoch trotz Unterstützung der russischen Luftwaffe scheiterte. Nach einer Phase der Ruhe wurden ab dem 8. Januar 2018 von Ost-Ghuta aus massiv Mörsergranaten auf die Altstadt von Damaskus abgeschossen, wo zahlreiche Menschen starben und Gebäude zerstört wurden. Gleichzeitig gab es eine finale Offensive der syrischen Armee gegen die Rebellen in Ghuta. Am 9. März 2018 wurde Abu ‘Ali Dhiya al-Schaghouri, Kommandeur der ar-Rahman-Legion, bei den Kämpfen getötet. Am 22. März willigte die ar-Rahman-Legion in ein unbegrenztes Waffenstillstandsabkommen ein, das am Tag darauf in Kraft trat. Anschließend wurde die Kapitulation und der Abzug der Islamistenmiliz aus dem Gebiet ausgehandelt.